# الإسلام كما رآه الآخرون
رؤية الإسلام كما رآه الآخرون: دراسة وتقييم للكتابات المسيحية واليهودية والزرادشتية عن الإسلام المبكر هو كتاب جزء من سلسلة دراسات في أواخر العصور القديمة والإسلام المبكر هو كتاب من تأليف الباحث في شؤون الشرق الأوسط روبرت هويلاند.
يحتوي الكتاب على مجموعة واسعة من المصادر الأولية اليونانية والسريانية والقبطية والأرمنية واللاتينية واليهودية والفارسية والصينية المكتوبة بين عامي 620 و780 م في الشرق الأوسط، والتي تقدم مسحًا لروايات شهود العيان للأحداث التاريخية خلال الفترة التكوينية للإسلام.
يقدم الكتاب النص الدليلي لأكثر من 120 مصدرًا من القرن السابع، يحتوي أحدها (توماس القسيس) على ما يعتقد هويلاند أنه "أول إشارة صريحة إلى محمد في مصدر غير إسلامي".
وفقًا لمايكل موروني، يؤكد هويلاند على أوجه التشابه بين الروايات التاريخية الإسلامية وغير الإسلامية، مشددًا على أن النصوص غير الإسلامية غالبًا ما تشرح نفس التاريخ مثل النصوص الإسلامية على الرغم من تسجيلها في وقت سابق. ويخلص إلى أن "معالجة هويلاند للمواد كانت حكيمة وصادقة ومعقدة ومفيدة للغاية".